# Al Madam
Al Madam (in arabo المدام	‎?) è una municipalità dell'Emirato di Sharja, negli Emirati Arabi Uniti, che si trova nella Regione Centrale di Sharja.

## Territorio
Il territorio della municipalità occupa una superficie di 552,6	 km² che si sviluppa nella Regione Centrale di Sharja, fra l'Emirato di Dubai a ovest e l'Oman a est.
L'area è attraversata in direzione est-ovest dalla Dubai-Hatta Road (E 44), che in questa zona prende il nome di Madam Road, e da due strade principali in direzione nord-sud, la Dhaid Road (E 55) e la Sheikh Khalifa Bin Zayed Road (E 84).
La municipalità di Al Madam è stata istituita con decreto n. 9 nel 2004 e da allora ha iniziato la sua attività come dipartimento governativo che fornisce servizi completi alla regione. Il comune è composto da diversi dipartimenti tra cui: Dipartimento Affari Amministrativi, Dipartimento Affari Legali, Dipartimento Finanze, Dipartimento Ingegneria, Dipartimento Sicurezza e Controllo, Dipartimento Sanità e Controllo del Mercato, Dipartimento Pubbliche Relazioni, Sezione Locazioni, Informatica, Dipartimento dell'agricoltura e dei giardini, Dipartimento dei servizi di supporto (Dipartimento del controllo, della manutenzione e dei trasporti, Divisione dei servizi pubblici.
Il territorio della municipalità è in gran parte desertico e gli insediamenti abitativi si trovano per lo più lungo le citate strade principali.In particolare l'abitato di Al Madam si sviluppa fra la E 55 e la E 84 e lungo la parte sud-orientale della Dubai-Hatta Road, alla intersezione con le suddette E55 ed E84.
Il territorio desertico lungo il tratto occidentale della Madam Road è chiamato Al Badayer e qui si trovano alcune delle dune più imponenti del deserto Arabico. Per questa ragione la zona è molto frequentata dai turisti che vogliono cimentarsi con esperienze quali il dune bashing, le corse sul quad bike o lo snowboard sulla sabbia. La più grande di queste dune è chiamata Big Red, ed è una delle mete turistiche più frequentate della zona.
Nella zona desertica a sud-ovest di Al Madam, a circa 1,5 km ad ovest della Dhaid Road, si trova il villaggio abbandonato di Al Madam Ghost Town, chiamato anche Buried Village. Il luogo è composto da una moschea e da una serie di case disposte ai lati di una strada che sono state quasi totalmente inghiottite dalla sabbia del deserto.
Il villaggio è relativamente recente, essendo stato costruito intorno al 1970; le motivazioni del suo abbandono non sono del tutto chiare. Il villaggio faceva parte di un progetto varato dal governo degli Emirati chiamato Sha'bī che aveva lo scopo di offrire delle abitazioni stabili alla popolazione beduina legandola quindi ad un territorio. Questo villaggio era destinato alla tribù Al Ketbi che lo ha abitato fino a circa il 1995. Una teoria sull'abbandono è che la zona fosse battuta da forti venti che riempivano le case di sabbia; la mancanza di elettricità e di infrastrutture hanno fatto il resto.
Nel territorio si trovano alcuni siti archeologici risalenti alla età del ferro. Fra questi il sito di Al Thuqeibah e quello di Jebel Buhais:
- Jebel Al-Buhais si trova nella regione settentrionale di Al Madam su uno sperone roccioso. Il sito è costituito da una vasta necropoli con tombe risalenti alle età della pietra, del bronzo, del ferro e al periodo ellenistico.[9]
- Al-Thuqaibah si trova nella periferia sud dell'abitato di Al Madam. Il sito contiene resti di tombe, abitazioni e un sistema di falaj risalenti alla età del ferro.[10]

Nella zona nord-orientale della municipalità si trova un altro edificio storico: il forte islamico di Fili, costruito nel verso la fine del XIX secolo come parte del sistema di difesa lungo la rotta carovaniera est-ovest da Al Dhaid ad Al Ain e l'oasi di Buraimi.